# 1934 год в спорте
Список 1934 год в спорте перечисляет спортивные события, произошедшие в 1934 году.

## СССР
- Всесоюзный волейбольный праздник 1934;
- Чемпионат СССР по боксу 1934;
- Чемпионат СССР по классической борьбе 1934;
- Чемпионат СССР по шахматам 1934/1935;
- Создан баскетбольный клуб «Динамо» (Тбилиси);

### Футбол
- Матчи сборной СССР по футболу 1934;
- Созданы клубы:
  - «Крылья Советов» (Москва);
  - МЭЛЗ;
  - ЦСКА (Киев);

## Международные события
- Дальневосточные игры 1934;
- Матч за звание чемпиона мира по шахматам 1934;
- Чемпионат Европы по боксу 1934;
- Чемпионат Европы по лёгкой атлетике 1934;
- Чемпионат Европы по фигурному катанию 1934;
- Чемпионат мира по бобслею и скелетону 1934;
- Чемпионат мира по лыжным видам спорта 1934;
- Чемпионат мира по спортивной гимнастике 1934;
- Чемпионат мира по фигурному катанию 1934;
- Чемпионат мира по хоккею с шайбой 1934;

## Персоналии

### Родились
- 6 апреля — Антон Гесинк, голландский дзюдоист, чемпион Олимпийских игр 1964 года (ум. 2010).
- 20 ноября — Лев Абрамович Полугаевский, советский шахматист, шестикратный победитель Всемирных шахматных олимпиад в составе команды СССР (ум. 1995).
- 27 декабря — Лариса Семёновна Латынина, советская гимнастка, девятикратная олимпийская чемпионка.